# Paroxyclaenidae
De Paroxyclaenidae zijn een familie van uitgestorven boombewonende zoogdieren uit de orde Cimolesta. Alle soorten leefden in het tijdvak Eoceen. Kopidodon macrognathus is de bekendste soort.

## Classificatie
- Familie Paroxyclaenidae 
  - Onderfamilie Paroxyclaeninae 
    - Kopidodon
    - Paravulpavoides
    - Paroxyclaenus
    - Pugiodens
    - Sororodon
    - Vulpavoides

  - Onderfamilie Merialinae
    - Fratrodon
    - Merialus
    - Paraspaniella
    - Spaniella
    - Welcommoides

## Verwantschap
De verwantschap van de Paroxyclaenidae met andere zoogdieren is onzeker. Vanwege enkele overeenkomende kenmerken van het gebit en de bouw van de poten werd aanvankelijk verwantschap met de Arctocyonidae verondersteld. Russell en Godinot betwijfelden in 1988 deze verwantschap en stelden indeling bij de Pantolesta voor. Onderzoek van Solé in 2019 heeft aangetoond dat de oudste paroxyclaeniden erg leken op basale Cimolesta zoals Procerberus en dat de veronderstelde overeenkomsten van de latere paroxyclaeniden met de pantolesten het resultaat kunnen zijn van convergente evolutie.  